# Dubrovački Trubaduri
Dubrovački Trubaduri (Nederlands: de Troebadoeren uit Dubrovnik) was een Joegoslavische muziekgroep. 

## Biografie
De groep is vooral bekend vanwege diens deelname aan het Eurovisiesongfestival 1968 in Londen. Dubrovački Trubaduri bestond uit meerdere leden, maar omdat het wedstrijdreglement destijds nog geen groepen toestond, werd hun lied Jedan dan door twee leden ervan gezongen: Luciano Kapurso en Hamo Hajdarhodžić. De rest van de groep zong wel mee op de achtergrond. De inzending eindigde op de zevende plaats en bereikte verschillende Europese hitlijsten waaronder de Nederlandse Top 40. Begin jaren tachtig hield de groep op te bestaan.
1961: Ljiljana Petrović · 
1962: Lola Novaković · 
1963: Vice Vukov · 
1964: Sabahudin Kurt · 
1965: Vice Vukov · 
1966: Berta Ambrož · 
1967: Lado Leskovar · 
1968: Luciano Kapurso & Hamo Hajdarhodžić · 
1969: Ivan & 3M · 
1970: Eva Sršen · 
1971: Krunoslav Slabinac · 
1972: Tereza · 
1973: Zdravko Čolić · 
1974: Korni · 
1975: Pepel in Kri · 
1976: Ambasadori · 
1981: Seid Memić-Vajta · 
1982: Aska · 
1983: Danijel Popović · 
1984: Vlado & Izolda · 
1986: Doris Dragović · 
1987: Novi Fosili · 
1988: Srebrna Krila · 
1989: Riva · 
1990: Tajči · 
1991: Bebi Dol · 
1992: Extra Nena